# モーガンの襲撃
モーガンの襲撃（モーガンのしゅうげき、英: Morgan's Raid）は、アメリカ南北戦争の中盤に南軍の騎兵隊が北部のインディアナ州やオハイオ州まで侵入して大きな注目を集めた事件である。この襲撃は1863年6月11日から7月26日に起こり、南軍の指揮官ジョン・ハント・モーガン准将の名前を付けられている。
モーガンの騎兵隊は46日間に1,000マイル (1,600 km)以上も馬で駆け回り、テネシー州から北のオハイオ州までの地域を動いた。この襲撃は西部戦線のビックスバーグ方面作戦や東部戦線のゲティスバーグ方面作戦と時を同じくしていたが、どちらの作戦とも直接の影響は無かった。しかし、北軍の何万名もの兵士を通常任務から離れて追跡させ、北部の幾つかの州民を怖がらせる効果があった。モーガンは南部に戻ろうとした時に、慌しく配置された北軍や州兵のために何度か挫折し、最終的にはオハイオ州北東部で残っていた部隊と共に降伏した。
敵の前線背後に侵入したこの大胆な遠征は1863年の大襲撃として南部で知られ、当初は新聞で喝采を浴びた。しかし、ゲティスバーグやビックスバーグと共にこの年の夏の南軍にとって一連の敗北に追加されたものでもある。襲撃者が地方の店や家から物を買う癖があったから、モーガンの遠征をキャラコ襲撃と諧謔で書いた北部の新聞もあった。

## テネシーとケンタッキー
モーガン将軍と選り抜きの2,460名の南軍騎兵は軽砲兵1個大隊と共に、1863年6月11日にテネシー州スパータを出発した。これはテネシー州内の南軍から北軍のオハイオ軍の注意を逸らす事が意図された。その地域の南軍指揮官ブラクストン・ブラッグ将軍はモーガンの騎兵隊がケンタッキー州に入り、陽動行動をさせるつもりだった。モーガンは士官の何人かに、以前からインディアナ州やオハイオ州に侵入して北部に戦争の恐怖をもたらす考えでいる事を打ち明けていた。ブラッグはモーガンにテネシーやケンタッキーを自由に騎り回す裁量権を与えたが、いかなる場合もオハイオ川を越えてはならないという条件をつけていた。6月23日、北軍のカンバーランド軍がブラッグ将軍のテネシー軍に対する作戦を開始し、これがタラホーマ方面作戦と呼ばれるようになり、モーガンはそれが北のケンタッキー州に進む時だと決めた。
7月2日、モーガンは北軍の通信線の遮断を期待してケンタッキー州に入り、ケンタッキー州の市民が師団を賞賛で迎えた。バークスビルで雨で増水したカンバーランド川を越え、モーガン師団はグリーン川まで進み、7月4日のテブスベンドの戦いで北軍の1個連隊（第25ミシガン歩兵連隊）に遮られた。モーガンは間もなくレバノンの戦いでそこの守備隊を急襲し占領した。町の鉄道補給所で第20ケンタッキー連隊の400名の兵士を囲ったが、補給所の防衛で6時間も闘いは続いた。北軍はモーガンの一番下の弟トーマスを最後の突撃の時に殺した。最終的にモーガンは北軍を捕捉し釈放した。
弟を失った悲しみにあったモーガンは、スプリングフィールド、バーズタウンおよびガーネッツビルを通過し北のルイビルへの進軍を続けた。その途中、北軍やケンタッキー州兵隊と幾つかの小戦闘を繰り返した。ルイビル市の直ぐ南で、部隊を北西に進路を変えさせオハイオ川に向かった。
スプリングフィールドでルイビルの北と東に分遣隊を送り、モーガン隊が実際に何処に向かっているか北軍を混乱させようとした。この分遣隊はトウェルブマイル島でオハイオ川を渡ったが、モーガン隊と合流する前にインディアナ州ニューペキンで捕まった。モーガンは北軍にその目的を悟らせないため、部隊の電信士"ライトニング"エルスワースに北軍の電信士に成りすまさせて電報を打たせた。襲撃隊の向かう方向について異なる幾つかの伝言を送り、さらにモーガン隊の勢力に付いても嘘の報告をさせ、時には7,000名とまで報告させた。エルスワースは特にインディアナ州で電報を打った。

## インディアナ

ケンタッキー州ハリソン郡の屋根付橋。モーガンの襲撃に重要な役割を果たした。

モーガンはスパイのトマス・ハインズと25名の兵士を（北軍の偵察隊に成りすまさせて）6月にインディアナ州内に秘密の任務で送り込み、地元のコパーヘッド（北部の休戦論者）がモーガンが行おうとしている襲撃を支援してくれるかを探らせた。ハインズはコッパーヘッドの指導者ウィリアム・A・ボウルズ博士を訪問した後、望むような支援はないものと判断した。ハインズとその斥候たちは間もなく南軍兵であると暴かれ、レブンワース近くで小競り合いを行った時に、ハインズは他の者を捨てて銃火の下をオハイオ川を泳いで渡り逃げた。ハインズは1週間ケンタッキー州内をうろついてモーガンの居場所に関する情報を集めた。
モーガン隊はこの時までに1,800名に減っており、7月8日にオハイオ川岸の小さな町ブランデンバーグに到着し、そこでハインズが合流した。ここで襲撃隊は2隻の蒸気船ジョン・B・マコームとアリス・ディーンを捕獲した。モーガンはブラッグの厳密な命令に逆らい、川を渡ってインディアナ州に入り、モークポートの直ぐ東に上陸した。インディアナ州兵の小さな部隊が大砲で渡河を阻止しようとしたが、川舟にも6ポンド砲があった。モーガンは地元の守備隊を追い払い、その少なからぬ兵士と大砲を捕獲した。アリス・ディーンを焼き、ジョン・B・マコームにはモーガン隊を追跡しないよう指示して下流に送り出し、川から離れて進軍した。
インディアナ州知事オリバー・P・モートンは大慌てでインディアナの防衛軍を組織するために動き、身体的に健全な男は武器を取って民兵組織を作るよう呼びかけた。数千の者が応じ自分達で中隊や連隊を組織した。ルイス・ジョーダン大佐はハリソン郡の武器を持った寄せ集めの450名の第6連隊インディアナ・リージョンを指揮した。ルイスは北軍の援兵が到着するまでモーガン隊の進行を遅らせる事を目的とした。
オハイオ軍指揮官アンブローズ・バーンサイドはオハイオ州シンシナティに本部を置いており、迅速に北軍と民兵隊を組織して、モーガン隊が南部に戻る経路を遮断させた。モーガン隊はモークポート道路を北に向かい、もう一人の兄弟であるリチャード・モーガンに先遣隊を指揮させていた。7月9日、インディアナ州ハリソン郡の郡庁所在地コリドンの1マイル (1.6 km)南でモーガンの前衛隊が急ごしらえの丸太のバリケードの背後に戦列を布いたジョーダンの小さな部隊に遭遇した。ジョーダン大佐の部隊が攻撃し、1時間足らずの短いが決死の戦いの中で、ジョーダン隊は同時に両翼を衝かれ、不運な民兵隊は壊走した。このコリドンの戦いでの損失に付いては記録により数字が異なる。最も信頼性の高い記録はジョーダン隊の4名が戦死、10〰20名が負傷、355名が捕縛、モーガン隊は戦死11名、負傷40名と数えた。北軍の戦死者の中には有料道路の料金所近くで死んだ文民の料金徴収係も入っていた。襲撃隊はこの戦場から4マイル (6 km)離れたルーテル教会の牧師をその農園で殺し、その他幾つかの農園から馬を盗んだ。
モーガン将軍はその部隊をコリドンに入れ、士気を挫かれた捕虜を釈放し、町にはその身請け金を現金と物資で要求した。モーガン隊は続いて東に動き、7月10日にビエンナに到着し、鉄道橋や補給所を燃やし、電信線を使った。レキシントンで夜を過ごした後、北東に向かって途中でデュポン、ニューペキン、セイラムおよびベルサイユなど小さな町々を脅かした。
ベルサイユでは一群の略奪者が土地の領主宅に侵入し、銀貨宝石を略奪した。モーガン自身は領主であり、宝石を返させ、自部隊の窃盗を行った者達を罰した。
7月11日、ニューペキン近くでブルー川を越える時に、ウィリアム・J・デイビス大尉とその兵士達が第73インディアナ歩兵連隊と第5アメリカ正規兵連隊の分遣隊に捕獲された。デイビス他数人はニューオールバニに連行され、郡刑務所に入れられた。
モーガン隊は翌日セイラムに入り、即座に町を占領して店や通りに歩哨を置いた。騎兵達は大きなレンガ造りの補給所、線路上の列車、町の両側の鉄道橋を焼いた。モーガン隊は地域の製粉所から税金を要求した。店舗を略奪し約500ドルを取って午後には町を離れた。モーガン隊はハリソンでインディアナ州を離れたが、この時北軍騎兵隊に距離をおかず追跡されていた。

## オハイオ
南軍は7月13日にオハイオ州に入り、橋、鉄道および政府の貯蔵所を破壊した。モーガンの襲撃はオハイオ州の南部や中部に恐怖を広げ、突飛な噂がその目的地について流れた。北部の指導的新聞「ハーパーズ・ウィークリー」は次のように報じた。
モーガンはシンシナティを守るバーンサイド軍を避けて、オハイオ州の南端に向かう事にし、そこにはケンタッキー州に渡る事のできるバッフィントン島の浅瀬があった。バーンサイドはモーガンの意図を正しく推測した。エドワード・H・ホブソンとヘンリー・M・ジュダの指揮する北軍および川の砲艦が渡河を遮るために迅速に集結した。バーンサイドもマリエッタから民兵1個連隊を派遣し、北軍が到着するまで浅瀬を守らせた。モーガン隊は7月18日の夕刻に到着したが、暗闇が深まる中で民兵隊を攻撃しないことにした。これが後に誤りだったことが分かった。
朝になるまでに騎兵隊と砲艦が到着し、モーガン隊の脱出路を塞いだ。その後のバッフィントン島の戦いで北軍が勝利。モーガンの弟リチャードや著名な騎兵バジル・デューク大佐を含みモーガン隊の750名を捕獲した。モーガンと残った騎兵達は北軍の砲艦によって危険に曝され、オハイオ州内で北東に向かった。20マイル (32 km)上流で（ウェストバージニア州ベルビルの対岸）再度渡河を試みたが失敗し、砲艦や北軍の騎兵が再び襲撃隊を駆逐する中でモーガン隊の何人かは渦巻く川で溺れた。アダム・"ストーブパイプ"・ジョンソン大佐と300名以上の襲撃隊は無事にウェストバージニア州に逃れ出たが、モーガン将軍はそのか細くなった部隊と共にオハイオ州側に留まる道を選んだ。ガリア郡のコールヒルとホッキングポートで小戦闘を行い、さらにその部隊は小さくなった。
モーガンと残る400名の部隊は川から離れオハイオ州南部の内陸に入り、ホッキング運河の小さな町ネルソンビルで止まった。兵士達は追跡を遅らせるために運河の木造船を燃やし、覆いのある橋を炎上させた。モーガン隊が去ると直ぐに市民達が駆けつけて橋の全焼を食い止めた。2時間後北軍騎兵隊が到着し、町の人々が食事を用意してくれていたので喜んだ。

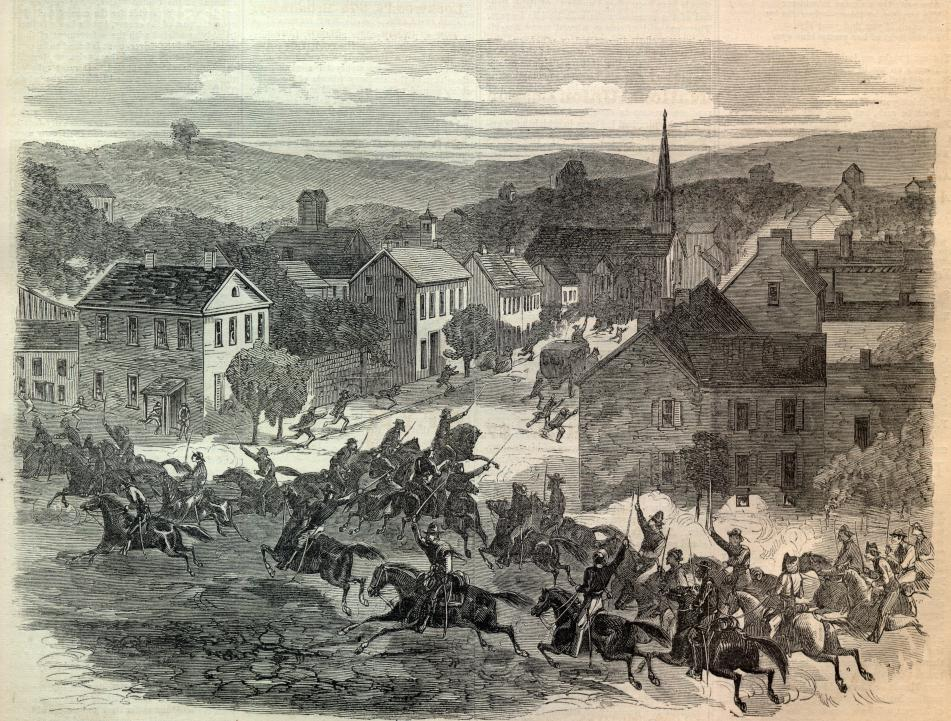
オールド・ワシントンに入るモーガン襲撃隊

7月22日、モーガン隊はトリアデルフィア近くのウィーバーの敷地で小休止し、人質に取った若いジョン・ウィーバーに案内されてアイランドランを下り、ゼインズビルの直ぐ南イーグルスポートで広いマスキンガム川を渉り、その後北に転じてガーンジー郡に入った。モーガンはこの時もどこかでオハイオ川を渉り、ウェストバージニア州を抜けて安全地帯に入る事を期待していた。オールド・ワシントンの村ではモーガン隊の疲れきった兵士が村の通りで小戦闘を行い、ジェイムズ・M・シャッケルフォード准将の北軍騎兵隊に追われて慌しく出発した。7月26日、北軍はセイリーンビルの戦いでモーガン隊を破り、遂にその日の午後コロンビアナ郡ウェストポイントで捕まえた。北軍は、捕虜になった北軍の士官が受けたと報告されていた待遇と同様にモーガンとその士官達をコロンバスのオハイオ州刑務所に送り、戦争捕虜のキャンプには送らなかった。兵士達の多くはシカゴのキャンプ・ダグラス軍刑務所に落ち着いた。
11月27日、モーガン将軍と6人の士官達は監房の下にある通気口からトンネルを掘って刑務所の庭に出て塀を攀じ登り、大胆な脱走を成し遂げた。その内2人は再逮捕されたが、残りは間もなく南部に戻った。それから1年足らず後、モーガンはテネシー州で北軍の攻撃から脱出を図っている時に停止を拒んで北軍騎兵に殺された。

## 襲撃による成果
モーガンとその部隊による大胆な襲撃の間に、北軍兵と州兵併せて6,000名を捕獲して釈放し、34の橋を破壊し、60箇所以上の鉄道を遮断し、数万名の北軍兵の任務を妨害した。その地域一帯に恐怖を広げ、地域の店、家および農園から数千ドルの価値がある物資、食糧などを奪った。この襲撃の時期はゲティスバーグ方面作戦や、ジョン・D・インボーデンの騎兵隊によるピッツバーグに向けた襲撃と時を同じくしていたので、当時の人々はモーガンの襲撃をオハイオ川の交易を脅かし北部に戦争を拡大するための協調行動の一部だと見なした。北部の人でモーガンの挙行が命令違反であり、ロバート・E・リーによるペンシルベニア州での同時期の動きに何の関係も無いと認識した者はほとんどいなかった。
オハイオ州だけで約2,500頭の馬が盗まれ、4,375軒の家や事業所が襲撃された。モーガンの襲撃はオハイオ州の納税者に60万ドル近い損害を与え、地元の民兵隊587中隊に招集されたオハイオ人49,357人に支払われた給料は20万ドル以上に上った。
モーガン隊にとって、この長い襲撃はその最終的敗北と高い損失にも関わらず多くの成果を挙げた。バジル・デューク大佐は後に「襲撃の目的は成し遂げられた。ブラッグ将軍の撤退は敵の側面攻撃に悩まされなかったし、これら全ての事実を眺めた軍事関係者はこの遠征が東テネシーの陥落を数週間遅らせ、そうでなければチカマウガの戦いでローズクランズの援軍として参加したであろう部隊のタイムリーな到着を妨げたと思う」と記した。

## 記念
ケンタッキー州とインディアナ州はジョン・ハント・モーガン史跡の道を識別し、観光客が州内でモーガンの襲撃経路を辿れるようにしており、ウェブサイトや文書の観光ガイドも用意している。オハイオ州の同様な道を指定する計画はまだ実っていないが、襲撃隊の具体的行動やその訪れた町を記念する100個以上の史跡表示を立ててきた。2001年11月、オハイオ州はオハイオ州立刑務所の跡地にモーガンの収監と大胆な脱走を記念してジョン・ハント・モーガン史跡表示を置いた。1910年にはモーガン将軍の騎馬像がケンタッキー州レキシントン中心街に立てられ除幕された。